# THQ Nordic
THQ Nordic GmbH (раніше Nordic Games GmbH) — австрійський видавець відеоігор зі штаб-квартирою у Відні. Створена в 2011 році, це видавнича дочірня компанія Embracer Group. Спочатку називалися Nordic Games, як і їх материнська компанія, обидві компанії отримали назву THQ Nordic в серпні 2016 року після того, як материнська компанія придбала торгову марку «THQ» в 2014 році. Портфоліо THQ Nordic складається з активів, які були придбані в інших розробників і видавців, таких як JoWooD Entertainment та її дочірніх компаній DreamCatcher Interactive і The Adventure Company у 2011 році, THQ у 2013 році та NovaLogic у 2016 році. THQ Nordic придбали та заснували кілька власних дочірніх студій, зокрема Black Forest Games, Bugbear Entertainment, Gunfire Games, HandyGames, Piranha Bytes, Purple Lamp і Rainbow Studios.

## Історія

### Nordic Games GmbH (2011—2016)
Nordic Games GmbH була заснована в 2011 році як частина групи Nordic Games Holding. У межах цієї групи Nordic Games стала дочірньою компанією Nordic Games Licensing, яку засновали того ж року. У червні 2011 року Nordic Games Holding придбали активи JoWooD та її дочірніх компаній DreamCatcher Interactive і The Adventure Company, включно з їхніми брендами та іншою продукцією. Кілька колишніх співробітників JoWooD були найняті Nordic Games для роботи над продажами колишньої власності JoWooD, а видавничий відділ Nordic Games Group, Nordic Games Publishing, інтегрували в нові Nordic Games для полегшення операцій.
У квітні 2013 року Nordic Games придбали всю нерухомість, що залишилася після аукціону банкрутства американського видавця відеоігор THQ за $4,9 млн. В угоду було включено понад 150 окремих відеоігор, включаючи франшизи Darksiders, Red Faction і MX vs. ATV. У червні 2013 року Nordic Games придбали франшизу Desperados, яка включає Desperados: Wanted Dead or Alive і Desperados 2: Cooper's Revenge, а також гру Silver від Atari.
У грудні 2013 року Nordic Games відкрила студію Grimlore Games, розробника відеоігор, до складу якого увійшли колишні співробітники Coreplay, що базується в Мюнхені, Німеччина. У травні 2014 року Nordic Games придбали права на ІВ The Moment of Silence, The Mystery of the Druids і Curse of the Ghost Ship, а також права на публікацію Overclocked: A History of Violence та 15 Days у збанкрутілого німецького видавця DTP Entertainment.
У липні 2015 року Nordic Games і розробник Piranha Bytes анонсували оригінальний рольовий бойовик ELEX. Наступного місяця Nordic Games придбали ряд франшиз у збанкрутілого німецького видавця bitComposer Interactive. У лютому 2016 року Nordic Games придбали всю ІВ угорського видавця Digital Reality, включаючи Sine Mora.

### THQ Nordic GmbH (2016—теперішній час)
У серпні 2016 року Nordic Games змінили назву на THQ Nordic GmbH (разом з Nordic Games Licensing AB, яка стала THQ Nordic AB), використовуючи торгову марку «THQ», яку материнська компанія придбала в червні 2014 року. За словами Ларса Вінґефорса і Райнхарда Полліце з THQ Nordic GmbH, зміна назви була здійснена для того, щоб скористатися доброю репутацією, набутою THQ в минулому. Однак вони уникали називати компанії просто «THQ», через проблемну репутацію набуту компанією в останні роки свого існування. У жовтні 2016 року THQ Nordic повідомили про придбання всієї ІВ і активів NovaLogic, включаючи Delta Force. У грудні 2016 року THQ Nordic придбали права на Sphinx and the Cursed Mummy у Mobile Gaming Studios, а також Legends of War і War Leaders: Clash of Nations у Enigma Software Productions. Десь наприкінці 2016 року THQ Nordic відкрили нову студію Mirage Game Studios у Карлстаді, Швеція.
У лютому 2017 року THQ Nordic оголосили, що разом із Digital Continue розробляє ремастер Lock's Quest з орієнтовним випуском у квітні 2017 року для платформ Microsoft Windows, PlayStation 4 і Xbox One. У березні 2017 року THQ Nordic анонсували ремастер Baja: Edge of Control під назвою Baja: Edge of Control HD, порт для Microsoft Windows De Blob від студії BlitWorks і Sine Mora EX, розширену версію Sine Mora, для Microsoft Windows, PlayStation 4 і Xbox One. У тому ж місяці THQ Nordic також придбали права на розробку гри Rad Rodgers, беручи на себе видавницьку роботу від імені розробника Slipgate Studios. У травні 2017 року THQ Nordic анонсували нову гру Darksiders III від компанії Gunfire Games, яка складалася з колишніх співробітників розробника оригінальної Darksiders Vigil Games. У серпні 2017 року THQ Nordic придбали німецького розробника Black Forest Games за €1,35 млн та шведського розробника Pieces Interactive за 2,8 млн крон. Після цього, у листопаді 2017 року, також відбулося придбання Experiment 101, шведської студії розробника Biomutant за 75,3 млн крон.
У березні 2018 року, після закінчення терміну дії ліцензії Activision на ігри у власності Nickelodeon, THQ Nordic оголосили про партнерство з Nickelodeon, яке дозволить їм перевипустити шістнадцять ігор, раніше виданих THQ. У липні 2018 року THQ Nordic придбали німецького розробника і видавця мобільних ігор HandyGames за €1 млн готівкою та можливістю додаткової виплати в розмірі до €1,5 млн в залежності від результатів. У серпні 2018 року THQ Nordic повідомили про придбання ліцензії на Second Sight і франшизу TimeSplitters у Crytek. У вересні THQ Nordic придбали у 38 Studios ліцензію на Kingdoms of Amalur: Reckoning, включаючи скасований Project Copernicus, а також ліцензії на Act of War і франшизу Alone in the Dark у Atari.
У листопаді 2018 року THQ Nordic придбали 90% акцій фінського розробника Bugbear Entertainment, включаючи всю ІВ, за нерозголошену суму, залишаючи відкритим варіант подальшого придбання решти 10%. Того ж місяця THQ Nordic придбали права на франшизу Expeditions, включаючи Expeditions: Conquistador і Expeditions: Viking, оголосивши про співпрацю з творцем серії, студією Logic Artists, над розробкою третьої частини. У грудні 2018 року THQ Nordic придбали франшизу Carmageddon у Stainless Games, яка і сама придбала цю франшизу лише в 2011 році.
У січні 2019 року THQ Nordic придбали права на франшизу Outcast у бельгійського розробника Appeal. У травні 2019 року видавець придбав студію Piranha Bytes. 14 серпня 2019 року THQ Nordic повідомили про придбання розробників серії відеоігор Darksiders, компанії Gunfire Games. Разом із 63-ма співробітниками, до холдингової компанії також перейшли всі права на ІВ Gunfire Games. Як заявив Ларс Вінґерфорс, придбанням нової студії компанія нарощує власний вплив в Америці. Хоч ціна придбання не була розголошена, THQ Nordic розраховує окупити всю свою інвестицію протягом чотирьох років на основі розроблених Gunfire Games відеоігор. Того ж дня THQ Nordic сповістили про придбання 100 % акцій міланської компанії Milestone, відомої своїми симуляторами мотогонок MotoGP, MXGP та Ride. Загальна сума інвестиції склала €44,9 млн, проте вона може збільшитися вдвічі, якщо італійська студія досягне запланованого річного прибутку.
У лютому 2020 компанія повідомила, що відкриває у словацькій столиці Братиславі нову дочірню студію Nine Rock Games під керівництвом колишнього розробника DayZ Девіда Дурчака. Новоутворена студія зосередилася на розробленні неанонсованого симулятора виживання та шутеру. У травні 2020 року THQ Nordic повідомили про укладання угоди з Koch Media щодо часткового обміну ІВ. За угодою, компанія отримала від Koch Media права на такі відеоігрові франшизи, як Risen, Sacred, Rush for Berlin, Second Sight та Flirt Up Your Life, віддавши права на Painkiller та Red Faction.
Після опитування гравців щодо можливого ремейку Gothic ще в 2019 році THQ Nordic в березні 2021 року оголосили про створення студії Alkimia Interactive у Барселоні, для керування розробкою цього проєкту. У травні 2021 року стало відомо про придбання Kaiko, Appeal Studios і Massive Miniteam, а також про створення дистриб’ютора THQ Nordic France SAS і технічного підрозділу анімації Gate 21 d.o.o.
24 лютого 2022 року THQ Nordic оголосили про придбання франкфуртської Metricminds, студії захоплення руху та анімації, яка працювала над такими іграми THQNordic, як Destroy All Humans! Remake, Darksiders III і Remnant: From the Ashes.
У червні 2023 року, під час глобальної реструктуризації Embracer Group, компанія Campfire Cabal припинила свою діяльність, а всіх її співробітників було звільнено. У певний момент з осені 2023 по 2024 рік Rainbow Studios відділилися від своєї материнської компанії, ставши незалежним розробником. У червні 2024 року Embracer закрили Pieces Interactive, після невтішних результатів їхнього проєкту Alone in the Dark (2024). У липні 2024 року стало відомо, що студію Piranha Bytes тихо закрили ще навесні того ж року.

## Політика компанії під час російсько-української війни
У травні 2023 року компанія повідомила про свою допомогу українським біженцям під час російсько-української війни. За майже півтора року компанія витратила близько €498 000 з власних коштів для підтримки 113 осіб, які постраждали від війни в Україні. THQ Nordic разом із 15 своїми студіями по всій Європі орендували квартири, щоб забезпечити цим особам безпечне та комфортне місце для проживання, купували меблі, оплачували комунальні та страхові рахунки та домовилися з владою про їхній офіційний статус біженців. Також вони допомагали у пошуку роботи, знаходили дитячі садки та інші навчальні заклади, організовували мовні курси, щоб допомогти цим особам інтегруватися у нові громади.

## Дочірні підприємства
THQ Nordic керує кількома студіями розробки, а також двома міжнародними дистриб’юторськими підрозділами: THQ Nordic Inc. у Сполучених Штатах (заснована в 2012 році) і THQ Nordic Japan KK в Японії (заснована в 2019 році).
| Студія                | Місцезнаходження              | Заснована | Придбана |
| --------------------- | ----------------------------- | --------- | -------- |
| Alkimia Interactive   | Барселона, Іспанія            | 2018      | —        |
| Appeal Studios        | Бельгія                       | 2018      | 2021     |
| Ashborne Games        | Брно, Чехія                   | 2020      | —        |
| Black Forest Games    | Оффенбург, Німеччина          | 2012      | 2017     |
| Bugbear Entertainment | Гельсінкі, Фінляндія          | 2000      | 2018     |
| Experiment 101        | Стокгольм, Швеція             | 2015      | 2017     |
| Gate21 d.o.o.         | Сараєво, Боснія і Герцеговина | 2021      | —        |
| Grimlore Games        | Мюнхен, Німеччина             | 2013      | —        |
| Gunfire Games         | Остін, Техас, США             | 2014      | 2019     |
| HandyGames            | Гібельштадт, Німеччина        | 2000      | 2018     |
| Kaiko                 | Франкфурт, Німеччина          | 2014      | 2021     |
| Metricminds           | Франкфурт, Німеччина          | 2001      | 2022     |
| Mirage Game Studios   | Карлстад, Швеція              | 2016      | —        |
| Nine Rocks Games      | Братислава, Угорщина          | 2020      | —        |
| Pow Wow Entertainment | Відень, Австрія               | 2019      | 2020     |
| Purple Lamp           | Відень, Австрія               | 2018      | 2020     |
| THQ Nordic France SAS | Париж, Франція                | 2021      | —        |

| Студія             | Місцезнаходження     | Заснована | Придбана | Закрита | Доля    |
| ------------------ | -------------------- | --------- | -------- | ------- | ------- |
| Campfire Cabal     | Копенгаген, Данія    | 2022      | —        | 2023    | Закрита |
| Foxglove Studios   | Стокгольм, Швеція    | 2016      | —        | 2019    | Продана |
| Rainbow Studios    | Фінікс, Аризона, США | 2013      | —        | —       | Продана |
| Pieces Interactive | Шевде, Швеція        | 2007      | 2017     | 2024    | Закрита |
| Piranha Bytes      | Ессен, Німеччина     | 1997      | 2019     | 2024    | Закрита |